# Colégio São José (Pelotas)

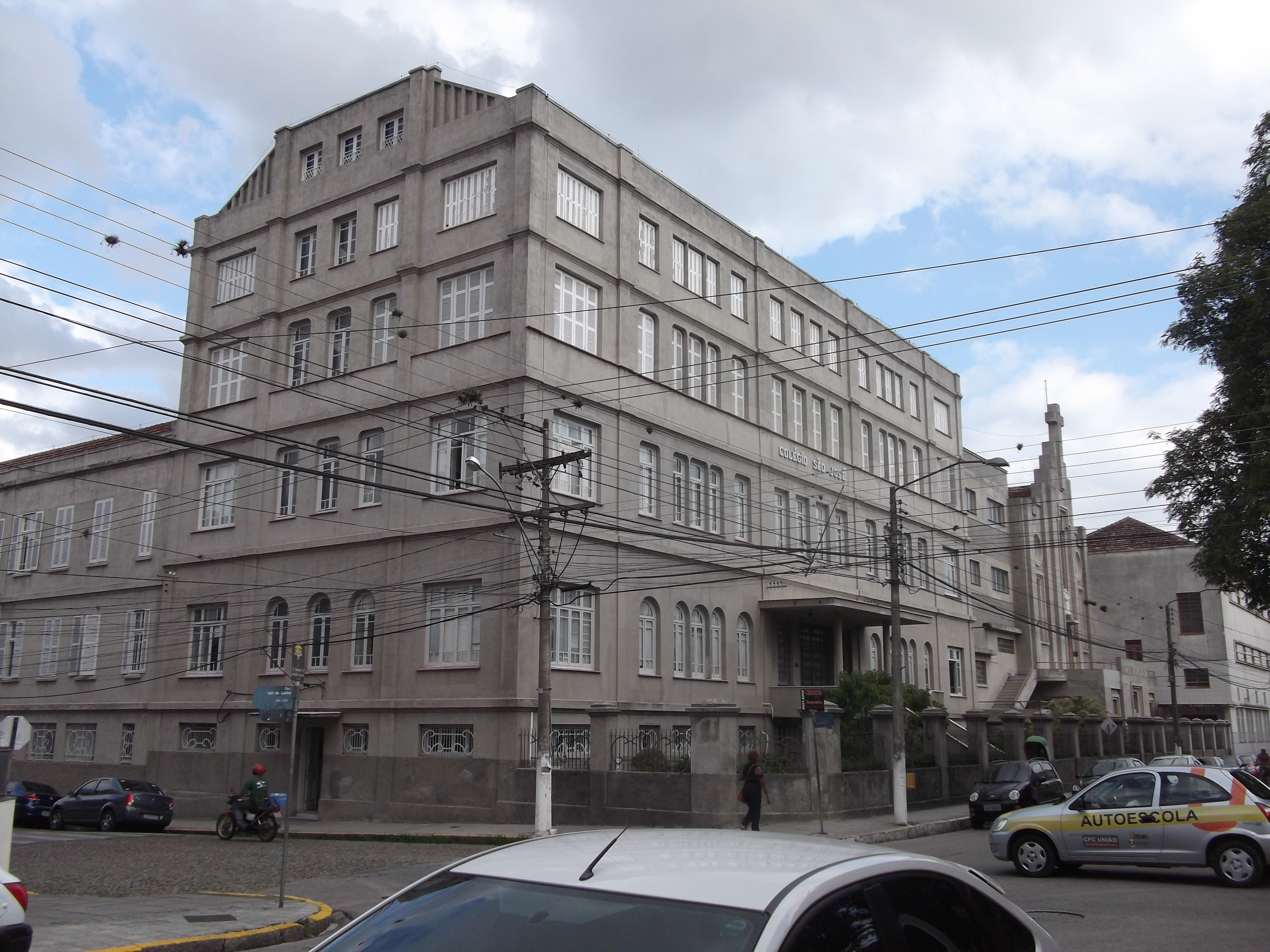
Colégio São José

Colégio São José é um colégio particular católico localizado na cidade de Pelotas, no estado brasileiro do Rio Grande do Sul.

## História
No início do século XX, o intendente municipal, José Barbosa Gonçalves, recorreu ao bispo de Porto Alegre, Dom Cláudio Ponce de Leão, para atender um anseio da comunidade: um Colégio sob a gestão das religiosas da Congregação das Irmãs de São José de Chambéry. Desse modo, chegaram da França a madre Saint Maurice Richermoz, acompanhada pelas irmãs Marie Alix e Saint Jean. Com a colaboração das brasileiras Lydia e Albina, a instituição abriu as suas portas em 19 de março de 1910, como um instituto de educação para a infância e a juventude feminina, nas modalidades de internato, semi-internato e externato. A partir de 1972 tornou-se uma instituição de ensino mista. Oferece também cursos universitários, em parceria com instituições relacionadas a atividades no campo do ensino superior.